# يسرى بوحموش
يسرى بوحموش ممثلة ومشخصة مغربية من مواليد عام 1995.
ولدت يسرى بوحموش (بالفرنسية:Yousra Bouhmouch) بمدينة الرباط في سبتمبر سنة  1995، التحقت بالمدرسة المولوية بالرباط عام 1999 .
حيث أمضت روضة أطفالها الابتدائية والثانية،كانت شغوفة بالمسرح والسينما منذ ذلك الحين كما أخذت دورات تكوينية في مدارس مختلفة في المسرح ولا سيما في" Cours Florent "بعد حصولها على البكالوريا في "lycée descartes" بمدينة الرباط ،غادرت يسرى بوحموش إلى باريس لمواصلة دراستها و التعمق في الميدان وٱنضمت إلى مدرسة"l'école du jeu" تحت إشراف "دلفين إليت" حيث حصلت على دبلومها كممثلة وفنانة. 
بعد حصولها على الدبلوم واصلت كذلك تدريبها المهني في لندن من أجل إتقان لغتها الإنجليزية للحصول على شهادتها في هذه الأخيرة و ذلك لمدة سنة. بعد ذلك انضمت إلى "ESEC " مدرسة دراسات الأفلام والتي حصلت فيها بدورها على شهادة مساعد إخراج المصنفات السينمائية سمعي بصري و اليوم تواصل مسارها كممثلة محترفة و استطاعت أن تحرز على مكانتها بعد عودتها من فرنسا و نالت إعجاب الجمهور المغربي و شاركت  في العديد من المسلسلات و الأفلام التلفزيونية.
- رفيق بوبكر
- حسن الفد
- عبد الرحيم المنياري
- ربيع الصقلي
- الزهرة نجوم
- نعيمة بوحمالة
- مونية لمكيمل
- زهور السليماني
- عبد القادر عيزون
- زوهير البهاوي
- ياسين أحجام

### مسلسلات
- 2018 : سلسلة ' المداني ' منجزة من قبل يوسف بريتل
- 2019 : رضاة الوالدة (مسلسل) منجزمن قبل زكية الطاهري
- 2019 : البيوت أسرار (مسلسل مغربي) منجز من قبل علاء اكعبون
- 2020 : سولو دموعي (مسلسل) منجز من قبل إبراهيم شكيري (MBC5)
- 2021 : مسلسل ' جوديا ' منجز من قبل صفاء بركة
- 2022 : مسلسل ' الحافة ' منجز من قبل محمد امين منى
- 2022 : التي را التي (مسلسل) منجز من قبل أوسامى أوسيدهم
- 2025 : مسلسل دم المشروك بدور غيثة بنت خيرة

### أفلام
- 2018 : ' Otage ' منجز من قبل مهدي الخاودي
- 2019 : ' آدم ' منجز من قبل مريم توزاني
- 2020 : ' الشريف مول البركة ' منجز من قبل ساميا اقريو
- 2020 : ' Haut et fort ' منجز من قبل نبيل عيوش
- 2021 : ' La bague ' منجز من قبل زكرية زهراني
- 2022 : ' The lost princess ' منجز من قبل هشام حجي
- 2023 : ' La guerre de 6 mois ' منجز من قبل الجيلالي فرحاتي

### أعمال أخرى
- 2021 : ' ناري ' مع زهير باهوي منجز من قبل زكرية الزهراني

1. ↑  معلومات عن يسرى بوحموش
2. ↑  يسرى بوحموش-Wikiwand
3. ↑  معلومات عن يسرى بوحموش- موقع IMDB
4. ↑  يسرى بوحموش-Hespress

- يسرى بوحموش